# Šyrokyj Luh (Ukrajina)
Šyrokyj Luh, česky také Široký Luh, ukrajinsky Широ́кий Луг, rusínsky Широкый Луг, maďarsky Széleslonka, je obec v neresnyckém územním společenství (hromadě), v okrese Ťačiv v Zakarpatské oblasti Ukrajiny. V roce 2025 žilo v Širokém Luhu 1964 obyvatel, v celé obci pak žilo 3282 obyvatel.

## Části obce
- Šyrokyj Luh
- Pryhid
- Fontyňasy

## Přírodní poměry
Obec Šyrokyj Luh se rozkládá v dolině říčky Lužanky, která je pravostranným přítokem Teresvy. Západně od centrální části obce je na vrcholu hory Velykyj Kamin, na ploše 5 hektarů, přírodní památka s názvem „Vrchol hory Velykyj Kamin“. Status památky byl udělen  k zachování skalního masivu na vrcholu této hory. Skály jsou tvořeny jurským vápencem, ve kterém byly objeveny četné pozůstatky fosilní fauny.

## Pamětihodnosti
- Chrám Ochrany přesvaté Bohorodice, z roku 1895
- Židovský hřbitov

## Osobnosti
- Václav Fiala (1896–1980), česky malíř, maloval zde
- Petro Midjanka (* 1959), básník[3]
- Jaroslav Oros (* 1959), spisovatel